# Episodi di Drawn Together (seconda stagione)
La seconda stagione di Drawn Together è stata trasmessa negli Stati Uniti a partire dal 19 ottobre 2005 al 15 marzo 2006 su Comedy Central. In Italia, la stagione è stata trasmessa dal 24 marzo 2006 al 24 luglio 2007 sul canale satellitare Comedy Central.
| n. | Titolo originale                             | Titolo italiano                                         | Prima TV USA     | Prima TV Italia |
| -- | -------------------------------------------- | ------------------------------------------------------- | ---------------- | --------------- |
| 1  | The One Wherein There Is a Big Twist: Part 2 | Quello con il grande colpo di scena (Parte seconda)     | 19 ottobre 2005  | 24 marzo 2006   |
| 2  | Foxxy vs. the Board of Education             | Foxxy contro il ministero dell'educazione               | 26 ottobre 2005  | 31 marzo 2006   |
| 3  | Little Orphan Hero                           | Hero piccola orfanella                                  | 2 novembre 2005  | 7 aprile 2006   |
| 4  | Captain Hero's Marriage Pact                 | Il matrimonio di Capitan Hero                           | 9 novembre 2005  | 14 aprile 2006  |
| 5  | Clum Babies                                  | Baby Spore                                              | 16 novembre 2005 | 21 aprile 2006  |
| 6  | Ghostesses in the Slot Machine               | I fantasmi del casinò                                   | 30 novembre 2005 | 28 aprile 2006  |
| 7  | Super Nanny                                  | Super Tata                                              | 7 dicembre 2005  | 28 aprile 2006  |
| 8  | Terms of Endearment                          | Parole di conforto                                      | 25 gennaio 2006  | 5 giugno 2006   |
| 9  | Captain Girl                                 | Capitan Tizia                                           | 1 febbraio 2006  | 12 giugno 2006  |
| 10 | A Tale of Two Cows                           | La mucca dal vivo                                       | 8 febbraio 2006  | 19 giugno 2006  |
| 11 | Xandir and Tim, Sitting in a Tree            | Xandir e Tim in gita sul lago                           | 15 febbraio 2006 | 26 giugno 2006  |
| 12 | The Lemon-AIDS Walk                          | La limonata per la lotta all'AIDS                       | 22 febbraio 2006 | 3 luglio 2006   |
| 13 | A Very Special Drawn Together Afterschool    | Uno specialissimo Drawn Together - Speciale dopo scuola | 1 marzo 2006     | 10 luglio 2006  |
| 14 | Alzheimer's That Ends Well                   | L'Alzheimer che finisce bene                            | 8 marzo 2006     | 17 luglio 2006  |
| 15 | The Drawn Together Clip Show                 | Il Clip Show di Drawn Together                          | 15 marzo 2006    | 24 luglio 2006  |